# Élections au Parlement de Galice de 2016
Les élections au Parlement de Galice de 2016 (en espagnol : elecciones al Parlamento de Galicia de 2016, en galicien : eleccións ao Parlamento de Galicia de 2016) se tiennent le dimanche 25 septembre 2016, afin d'élire les 75 députés de la Xe législature du Parlement de Galice pour un mandat de quatre ans. Elles ont lieu le même jour que les élections au Parlement basque.
Après une législature marquée par l'émergence de nouvelles forces politiques, le Parti populaire du président de la Junte Alberto Núñez Feijóo, au pouvoir depuis sept ans, confirme sa majorité absolue au Parlement, la seule à travers toute l'Espagne. L'alliance de gauche En Marea devient la deuxième force politique de la communauté autonome en dépassant le Parti socialiste, qui réalise le pire résultat de son histoire. Le Bloc nationaliste galicien limite fortement son recul tandis que Ciudadanos échoue dans ses prétentions à accéder à l'assemblée législative et conditionner le maintien de Feijóo au pouvoir.
Perçu comme un sérieux prétendant à la succession de Mariano Rajoy sur la scène politique nationale, Alberto Núñez Feijóo est investi six semaines plus tard pour un troisième mandat consécutif à la présidence du gouvernement galicien.

## Contexte

### Majorité absolue du Parti populaire
Le Parti populaire (PP) du président de la Junte Alberto Núñez Feijóo renforce sa majorité absolue lors des élections régionales du 1er octobre 2012, en dépit de la mauvaise situation sociale et économique et de l'impopularité du gouvernement espagnol de Mariano Rajoy, lui aussi issu du PP. À gauche, le Parti socialiste (PSdeG-PSOE) de Pachi Vázquez et le Bloc nationaliste galicien (BNG) de Francisco Jorquera subissent la concurrence de la nouvelle Alternative galicienne de gauche (EU-ANOVA) du nationaliste historique Xosé Manuel Beiras et de la communiste Yolanda Díaz, qui obtient 9 députés et accède directement au statut de troisième force politique,.
Le 29 novembre suivant, Alberto Núñez Feijóo est investi pour un deuxième mandat par le Parlement, par 41 voix pour et 34 voix contre, seul le Parti populaire lui accordant sa confiance. Il prête serment et entre en fonction deux jours plus tard et préside à l'assermentation de son deuxième exécutif, constitué de huit membres, le 3 décembre.

### Changements politiques de 2015-2016
Les élections municipales du 24 mai 2015 voient l'émergence des « marées », listes issues de la société civile soutenues par Podemos, Esquerda Unida (EU) et Anova. Bien que le Parti populaire remporte le plus grand nombre de voix et de mairies au niveau régional, sa domination se limite désormais à la Galice rurale, les grandes zones urbaines lui tournant le dos. À La Corogne, Saint-Jacques-de-Compostelle et Ferrol, le PP perd ainsi sa majorité absolue et la gauche est majoritaire sous l'égide des « listes citoyennes ».
Huit mois plus tard, lors des élections générales du 20 décembre 2015, le Parti populaire confirme son statut de première force politique en Galice avec 37 % des voix mais perd un tiers de ses députés, principalement au profit de la coalition En Marea qui réunit Podemos, EU et Anova et qui émarge à la deuxième place avec 25 % des voix, devant le Parti socialiste (PSOE), tandis que le BNG est éjecté du Congrès des députés.
Le 18 mars 2016, le secrétaire général du PSdeG-PSOE José Ramón Gómez Besteiro démissionne après avoir été mis en examen à de multiples reprises dans des affaires relevant de ses anciens mandats électoraux, et cède sa place à une direction provisoire pilotée par la députée Pilar Cancela.
Le Congrès des députés n'étant pas parvenu à investir un président du gouvernement dans les délais constitutionnels, de nouvelles élections générales sont organisées le 26 juin suivant. À l'occasion de ce scrutin, le Parti populaire reprend des couleurs : progressant de cinq points de pourcentage, il fait élire 12 députés sur 23, tandis qu'En Marea recule dans des proportions similaires, ce qui la fait passer derrière le Parti socialiste à un point près, avec 5 députés contre 6.

### Dissolution du Parlement
Alberto Núñez Feijóo annonce le 1er août 2016, à la suite d'une réunion extraordinaire du Conseil de la Junte, qu'il dissout le Parlement et convoque les élections régionales pour le 25 septembre, avec environ un mois d'avance sur la date initialement envisagée. Il justifie cette décision par le fait qu'il ne serait pas sérieux de sa part d'organiser le scrutin galicien quelques semaines après les élections au Parlement basque, que le lehendakari Iñigo Urkullu a décidé d'organiser à cette même date. C'est la troisième fois que ces deux élections régionales coïncident.

## Mode de scrutin

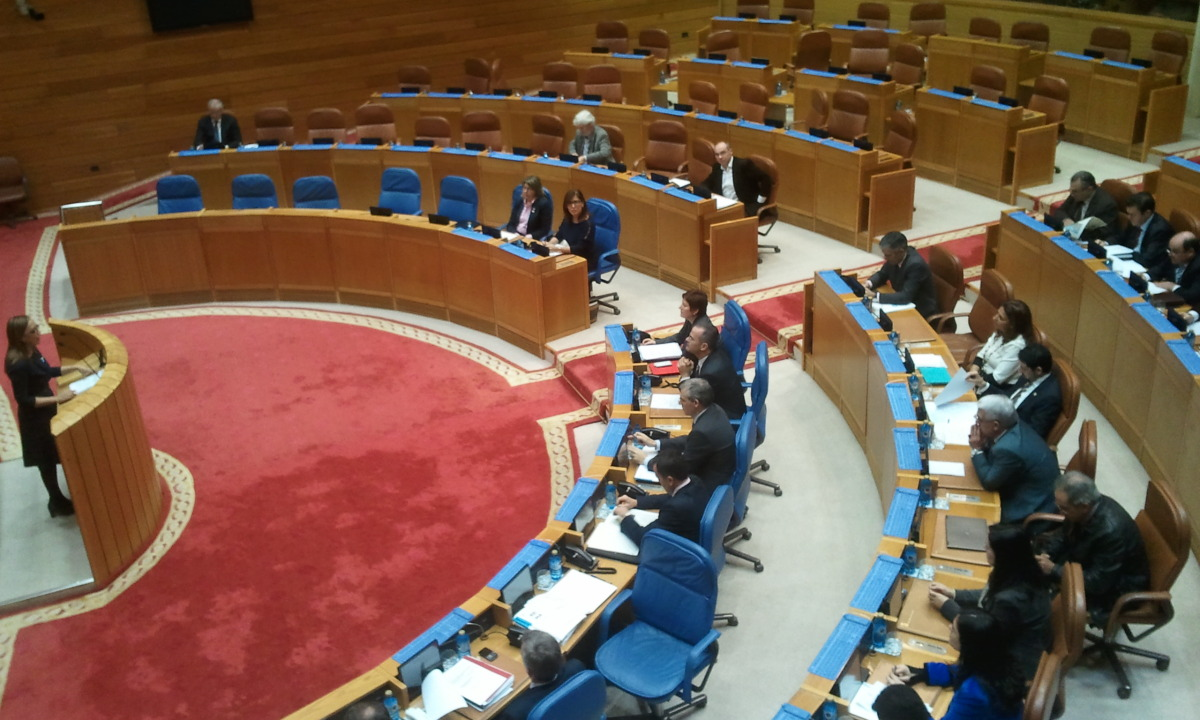
Hémicycle du Parlement de Galice.

Le Parlement de Galice (Parlamento de Galicia) est une assemblée parlementaire monocamérale constituée de 75 députés (diputados), élue pour une législature de quatre ans au suffrage universel direct selon les règles du scrutin proportionnel D'Hondt par l'ensemble des personnes résidant dans la communauté autonome où résidant momentanément à l'extérieur de celle-ci, si elles en font la demande.

### Convocation du scrutin
Conformément à l'article 11 du statut d'autonomie, le Parlement est élu pour un mandat de quatre ans. L'article 12 de la loi électorale galicienne du 13 août 1985 précise que les élections sont convoquées au moyen d'un décret du président de la Junte de Galice, publié au Journal officiel. La première disposition finale de cette même loi dispose que loi électorale relative au Congrès des députés s'applique pour tout ce qu'elle-même ne prévoit pas.

### Nombre de députés par circonscription
Puisque l'article 11 du statut d'autonomie ne prévoit aucun nombre minimal de députés, l'article 9 de la loi électorale indique que le nombre de parlementaires est fixé à 75 et attribue à chaque circonscription 10 sièges d'office, les 35 mandats restant étant distribués en fonction de la population provinciale. L'article 11 du statut énonce en effet que « Dans tous les cas, la province sera la circonscription électorale. ».
Le décret de convocation des élections, publié le 2 août 2016, dispose que les sièges sont répartis ainsi : 
| Circonscriptions | Députés | Carte                        |
| ---------------- | ------- | ---------------------------- |
| La Corogne       | 25      | Députés par circonscription. |
| Lugo             | 14      | Députés par circonscription. |
| Ourense          | 14      | Députés par circonscription. |
| Pontevedra       | 22      | Députés par circonscription. |

### Présentation des candidatures
Peuvent présenter des candidatures, : 
- les partis ou fédérations politiques enregistrées auprès du registre des associations politiques du ministère de l'Intérieur ;
  - ceux n'ayant pas obtenu de représentation lors du scrutin précédent doivent représenter au moins 0,1 % des inscrits ;
- les coalitions électorales de ces mêmes partis ou fédérations dûment constituées et inscrites auprès de la commission électorale au plus tard 10 jours après la convocation du scrutin ;
- et les électeurs de la circonscription, à condition de représenter au moins 1 % des inscrits.

### Répartition des sièges
Seules les listes ayant recueilli au moins 5 % des suffrages valides — ce qui inclut les bulletins blancs — dans une circonscription peuvent participer à la répartition des sièges à pourvoir dans cette circonscription, qui s'organise en suivant différentes étapes, : 
- les listes sont classées en une colonne par ordre décroissant du nombre de suffrages obtenus ;
- les suffrages de chaque liste sont divisés par 1, 2, 3... jusqu'au nombre de députés à élire afin de former un tableau ;
- les mandats sont attribués selon l'ordre décroissant des quotients ainsi obtenus.

Lorsque deux listes obtiennent un même quotient, le siège est attribué à celle qui a le plus grand nombre total de voix ; lorsque deux candidatures ont exactement le même nombre total de voix, l'égalité est résolue par tirage au sort et les suivantes de manière alternative.

## Campagne

### Principales forces politiques
| Force politique | Force politique                                                                                                | Force politique       | Chef de file                                 | Idéologie                                                                       | Résultats en 2012           |
| --------------- | --- | --------------------- | -------------------------------------------- | ------------------------------------------------------------------------------- | --------------------------- |
|                 | Parti populaire (es) Partido Popular                                                                           | PP                    | Alberto Núñez Feijóo (Président de la Junte) | Centre droit à droite Libéral-conservatisme, démocratie chrétienne, galléguisme | 45,79 % des voix 41 députés |
|                 | Parti des socialistes de Galice-PSOE (gl) Partido dos Socialistas de Galicia-PSOE                              | PSdeG-PSOE            | Xoaquín Fernández Leiceaga (es)              | Centre gauche Social-démocratie, progressisme, galléguisme                      | 20,61 % des voix 18 députés |
|                 | En Marea (fr) À marée                                                                                          | En Marea (fr) À marée | Luís Villares (es)                           | Gauche Socialisme démocratique, écologie politique, nationalisme galicien       | 13,90 % des voix 9 députés  |
|                 | Bloc nationaliste galicien-Nous candidature galicienne (gl) Bloque Nacionalista Galego-Nós candidatura gallega | BNG-Nós               | Ana Pontón                                   | Gauche Nationalisme galicien, nationalisme de gauche, socialisme démocratique   | 10,11 % des voix 6 députés  |

## Résultats

### Participation
| Taux de participation | En 2012 | En 2016 | Différence |
| --------------------- | ------- | ------- | ---------- |
| à 12 heures           | 12,74 % | 15,01 % | 2,27       |
| à 17 heures           | 42,52 % | 42,50 % | 0,02       |
| à 20 heures           | 63,42 % | 63,76 % | 0,34       |
| Final                 | 54,91 % | 53,63 % | 1,28       |

### Voix et sièges

#### Total régional
|                          |                                                                  |           |        |      |        |               |  |  |  |
| Parti                    | Parti                                                            | Voix      | %      | +/-  | Sièges | +/-           |  |  |  |
|                          | Parti populaire (PP)                                             | 682 150   | 47,56  | 1,77 | 41     | en stagnation |  |  |  |
|                          | En Marea                                                         | 273 523   | 19,07  | 5,17 | 14     | 5             |  |  |  |
|                          | Parti des socialistes de Galice-PSOE (PSdeG-PSOE)                | 256 381   | 17,87  | 2,74 | 14     | 4             |  |  |  |
|                          | Bloc nationaliste galicien-Nous candidature galicienne (BNG-Nós) | 119 446   | 8,33   | 1,78 | 6      | 1             |  |  |  |
|                          | Ciudadanos (Cs)                                                  | 48 553    | 3,38   | Nv   | 0      | en stagnation |  |  |  |
|                          | Parti animaliste contre la maltraitance animale (PACMA)          | 15 135    | 1,06   | 0,51 | 0      | en stagnation |  |  |  |
|                          | Démocratie d'Orense (DO)                                         | 7 723     | 0,54   | 0,25 | 0      | en stagnation |  |  |  |
|                          | Engagement pour la Galice (CxG)                                  | 4 109     | 0,29   | 0,72 | 0      | en stagnation |  |  |  |
|                          | Parti anticorruption et justice (PAyJ)                           | 2 535     | 0,18   | Nv   | 0      | en stagnation |  |  |  |
|                          | GAÑEMOS GALICIA: Sí Se Puede (Gañemos)                           | 2 344     | 0,16   | Nv   | 0      | en stagnation |  |  |  |
|                          | Recortes Cero–Grupo Verdo                                        | 2 276     | 0,16   | Nv   | 0      | en stagnation |  |  |  |
|                          | Cidadáns-Centrum (C-C)                                           | 1,534     | 0,11   | Nv   | 0      | en stagnation |  |  |  |
|                          | Autres partis                                                    | 4 672     | 0,33   | –    | 0      | en stagnation |  |  |  |
|                          | Blancs                                                           | 14 037    | 0,98   | 1,68 |        |               |  |  |  |
|                          |                                                                  |           |        |      |        |               |  |  |  |
| Suffrages exprimés       | Suffrages exprimés                                               | 1 434 418 | 99,00  |      |        |               |  |  |  |
| Votes invalides          | Votes invalides                                                  | 14 544    | 1,00   |      |        |               |  |  |  |
| Total                    | Total                                                            | 1 448 962 | 100,00 | –    | 75     | en stagnation |  |  |  |
| Abstentions              | Abstentions                                                      | 1 252 970 | 46,37  |      |        |               |  |  |  |
| Inscrits / participation | Inscrits / participation                                         | 2 701 932 | 53,63  |      |        |               |  |  |  |

#### Par circonscription
| Circonscription | Circonscription | La Corogne | La Corogne | La Corogne | La Corogne    | Lugo    | Lugo    | Lugo   | Lugo          | Ourense | Ourense | Ourense | Ourense       | Pontevedra | Pontevedra | Pontevedra | Pontevedra    |
| --------------- | --------------- | ---------- | ---------- | ---------- | ------------- | ------- | ------- | ------ | ------------- | ------- | ------- | ------- | ------------- | ---------- | ---------- | ---------- | ------------- |
|                 |                 |            |            |            |               |         |         |        |               |         |         |         |               |            |            |            |               |
| Sièges          | Sièges          | 25         | 25         | 25         | 1             | 14      | 14      | 14     | 1             | 14      | 14      | 14      | en stagnation | 22         | 22         | 22         | en stagnation |
|                 |                 |            |            |            |               |         |         |        |               |         |         |         |               |            |            |            |               |
|                 |                 | Nombre     | Nombre     | %          | %             | Nombre  | Nombre  | %      | %             | Nombre  | Nombre  | %       | %             | Nombre     | Nombre     | %          | %             |
| Inscrits        | Inscrits        | 1 087 293  | 1 087 293  | 100,00     | 100,00        | 348 244 | 348 244 | 100,00 | 100,00        | 364 398 | 364 398 | 100,00  | 100,00        | 901 997    | 901 997    | 100,00     | 100,00        |
| Abstentions     | Abstentions     | 499 660    | 499 660    | 45,95      | 45,95         | 161 756 | 161 756 | 46,45  | 46,45         | 186 930 | 186 930 | 51,30   | 51,30         | 404 624    | 404 624    | 44,86      | 44,86         |
| Votants         | Votants         | 587 633    | 587 633    | 54,05      | 54,05         | 186 488 | 186 488 | 53,55  | 53,55         | 177 468 | 177 468 | 48,70   | 48,70         | 497 373    | 497 373    | 55,14      | 55,14         |
| Nuls            | Nuls            | 5 535      | 5 535      | 0,94       | 0,94          | 2 198   | 2 198   | 1,18   | 1,18          | 1 524   | 1 524   | 0,86    | 0,86          | 5 287      | 5 287      | 1,06       | 1,06          |
| Exprimés        | Exprimés        | 582 098    | 582 098    | 99,06      | 99,06         | 184 290 | 184 290 | 98,82  | 98,82         | 175 944 | 175 944 | 99,14   | 99,14         | 492 086    | 492 086    | 98,94      | 98,94         |
|                 |                 |            |            |            |               |         |         |        |               |         |         |         |               |            |            |            |               |
| Partis          | Partis          | Voix       | %          | Sièges     | +/−           | Voix    | %       | Sièges | +/−           | Voix    | %       | Sièges  | +/−           | Voix       | %          | Sièges     | +/−           |
|                 | PP              | 278 295    | 47,81      | 13         | en stagnation | 97 323  | 52,81   | 8      | 1             | 93 487  | 53,13   | 9       | 1             | 213 045    | 43,29      | 11         | en stagnation |
|                 | En Marea        | 112 893    | 19,39      | 5          | 1             | 28 285  | 15,35   | 2      | 1             | 24 222  | 13,77   | 2       | 1             | 108 123    | 21,97      | 5          | 2             |
|                 | PSdeG-PSOE      | 99 934     | 17,17      | 5          | en stagnation | 35 099  | 19,05   | 3      | 1             | 31 006  | 17,62   | 2       | 2             | 90 342     | 18,36      | 4          | 1             |
|                 | BNG-Nós         | 51 246     | 8,80       | 2          | en stagnation | 13 579  | 7,37    | 1      | en stagnation | 10 558  | 6,00    | 1       | en stagnation | 44 063     | 8,95       | 2          | 1             |
|                 | Cs              | 19 419     | 3,34       | 0          | en stagnation | 5 117   | 2,78    | 0      | en stagnation | 4 864   | 2,76    | 0       | en stagnation | 19 153     | 3,89       | 0          | en stagnation |
|                 | PACMA           | 6 198      | 1,06       | 0          | en stagnation | 1 491   | 0,81    | 0      | en stagnation | 1 375   | 0,78    | 0       | en stagnation | 6 071      | 1,23       | 0          | en stagnation |
|                 | Autres          | 7 457      | 1,28       |            |               | 1 626   | 0,88    |        |               | 9 097   | 5,17    |         |               | 7 013      | 1,43       |            |               |
|                 | Blanc           | 6 656      | 1,14       | 1 770      | 0,96          | 1 335   | 0,76    | 4 276  | 0,87          |         |         |         |               |            |            |            |               |

## Analyse

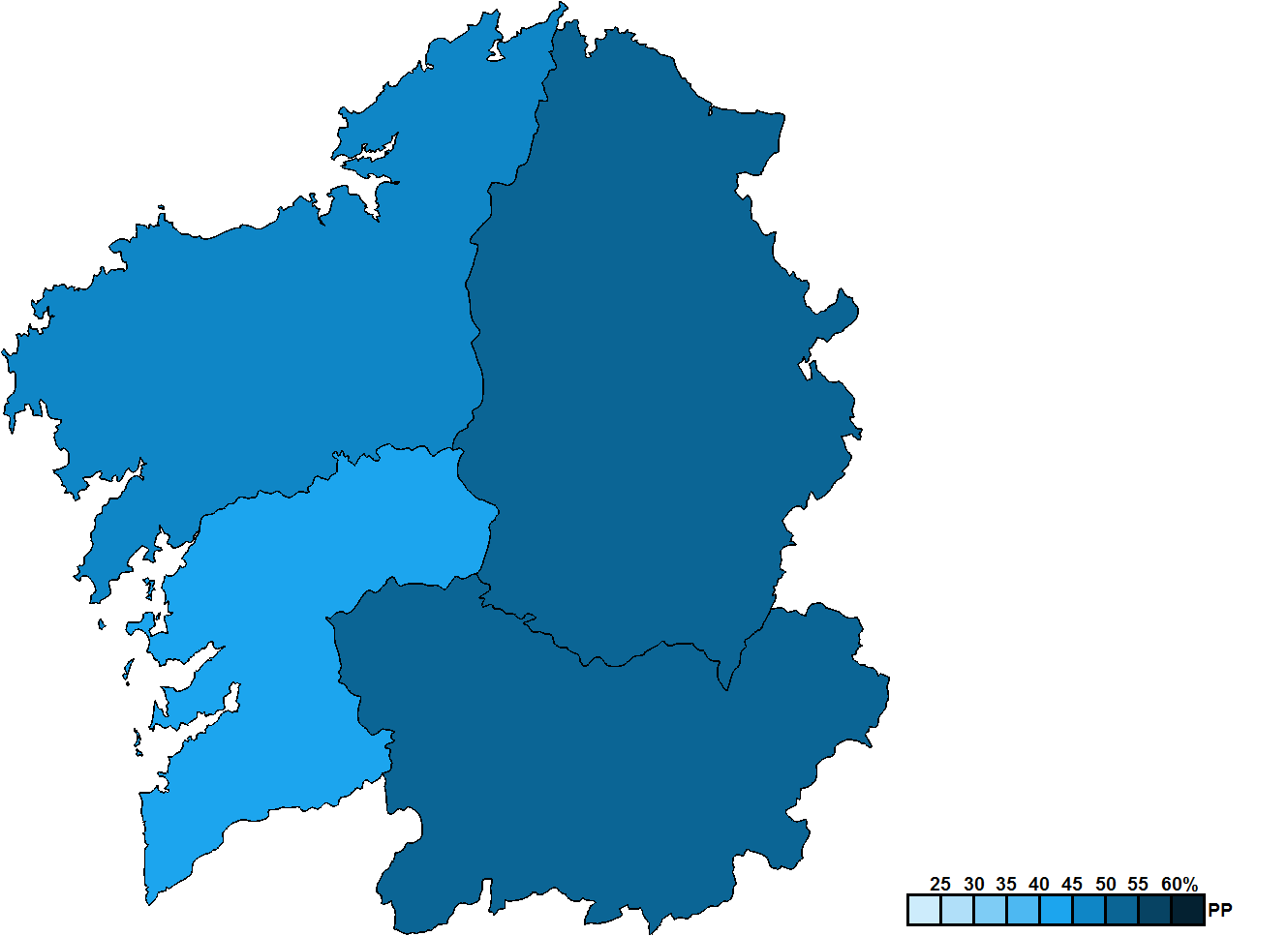
Parti arrivé en tête par circonscription et intensité de son score.

Le Parti populaire (PP) du président de la Junte Alberto Núñez Feijóo s'impose pour la troisième fois consécutive avec la majorité absolue des sièges, conformément aux enquêtes d'opinion qui ne signalaient pas d'usure après sept ans au pouvoir. C'est alors le seul territoire à travers toute l'Espagne où un parti seul remporte plus de la moitié des sièges, dans un contexte de forte évolution du paysage politique.
Cette incontestable réussite le place comme un candidat de premier plan pour l'éventuelle succession de Mariano Rajoy à la présidence nationale du Parti populaire. S'imposant dans les quatre circonscriptions électorales, le PP doit autant sa victoire à la solidité de ses appuis dans son fief traditionnel de la Galice rurale et intérieure qu'à l'amélioration de sa performance dans les zones urbaines. Il progresse notamment d'environ trois points dans les villes de La Corogne, Saint-Jacques-de-Compostelle et Ferrol, remportées lors des élections municipales de 2015 par la gauche sous l'égide des listes citoyennes appelées « les marées ».
Cependant, le succès de Feijóo dans les territoires originels des « marées » n'empêche pas la réussite d'En Marea, qui rassemble les maires de ces trois municipalités ainsi que Podemos, Esquerda Unida (EU) et Anova. Avec environ un point et 16 000 voix d'avance, la candidature de gauche qui succède à l'Alternative galicienne de gauche (AGE) de 2012 — première tentative en Espagne de rapprochement entre des partis traditionnels et des mouvements sociaux — parvient à dépasser (sorpaso) le Parti socialiste (PSdeG-PSOE), ce que Podemos n'était pas parvenu à faire nationalement face au PSOE aux législatives de juin. En Marea gagne cinq députés par rapport à l'AGE et devient la deuxième force politique de Galice,.
Remportant 14 députés, soit autant qu'En Marea, le PSdeG-PSOE réalise le plus faible résultat de son histoire. Il crève le plancher établi par Abel Caballero en 1997, quand la gauche sociale-démocrate avait dû se contenter de 15 députés. Il reste à la deuxième place dans les circonscriptions de Lugo et d'Ourense, alors qu'En Marea le devance sur cette marche du podium dans celles de La Corogne et de Pontevedra. Déjouant les pronostics, le Bloc nationaliste galicien (BNG) parvient à freiner sa chute, bien qu'il perde encore un député. L'échec le plus clair est celui enregistré par Ciudadanos, qui avait publié une liste de 30 doléances pour soutenir l'investiture de Feijóo et qui échoue à obtenir le moindre parlementaire avec environ 3 % des suffrages au niveau de la communauté autonome.

## Conséquences
Le 10 novembre 2016, Alberto Núñez Feijóo obtient l'investiture du Parlement pour un troisième mandat consécutif, seul le Parti populaire lui accordant sa confiance. Il prête serment deux jours plus tard, en présence notamment du président du gouvernement espagnol en affaires courantes Mariano Rajoy et la présidente du Congrès des députés Ana Pastor.
Il indique le 13 novembre que la composition de son troisième gouvernement, qui entre en fonction un jour après, sera identique à celle de l'exécutif sortant.